# Sukarejo (Simpang Kanan)
Sukarejo is een bestuurslaag in het regentschap Aceh Singkil van de provincie Atjeh, Indonesië. Sukarejo telt 665 inwoners (volkstelling 2010).